# باشگاه فوتبال داماش تهران
داماش پارسه تهران یکی از باشگاه‌های فوتبال ایران در تهران است. این تیم در سال ۱۳۹۲ تأسیس شد.
امتیاز این تیم بعدها در سال ۱۳۹۳ توسط عباس علیزاده خریداری شد و نام تیم به باشگاه فوتبال داماش پارسه تهران تغییر یافت.
در سال ۱۳۹۵ داماش با سرمربیگری شخص عباس علیزاده قهرمان لیگ برتر استان تهران شده و به لیگ دسته سوم کشور صعود کرد. در همان سال رده امیدها و جوانان نیز توسط عباس علیزاده قهرمان شده و به لیگ برتر استان تهران راه یافتند.
در سال ۱۳۹۷ رده زیر بیست یک سال داماش با سرمربیگری عباس علیزاده از دسته یک استان تهران به لیگ برتر با کسب عنوان نایب قهرمانی صعودکرد.
داماش پارسه تهران در سال ۱۳۹۸ به لیگ دسته سوم صعود کرد و در جام حذفی سال ۱۳۹۹ با شکست تیم های وحدت آغشت البرز ، سوهان محمد قم و سردار بوکان به مرحله یک شانزدهم صعود کرد و جزو مدعیان اصلی صعود به لیگ دسته دوم کشور می باشد .
داماش پارسه برای سومین بار در سال ۱۳۹۹توسط سرمربی خود عباس علیزاده در رده امید از لیگ یک به لیگ برتر امید صعود کرد، این مربی جوان یکی از پر افتخار ترین مربیان در رده سنی امید است ، که در سال ۹۷ نیز بعنوان بهترین مربی رده امید در استان تهران انتخاب شد . 
حسین سازگار نیز آقای گل مسابقات مذکور در سال ۹۹ شد و امید داماش با کسب رکورد های جالب بیشترین کلین شیت ، بیشترین برد ، بهترین خط دفاع عملکرد قابل توجهی در مسابقات لیگ یک امید بجای گذاشت ، 
محمد بلبلی ، یاشار احمدی بازیکنانی هستند که در سالیان اخیر از امید و بزرگسالان داماش به لیگ برتر و لیگ یک ایران معرفی شدند و بازیکن سازی در این باشگاه بازیکن ساز توسط مربیان جوان این باشگاه ادامه دارد .

## نتایج بر پایه فصل
| فصل     | لیگ          | رده             | جام حذفی         | توضیحات |
| ------- | ------------ | --------------- | ---------------- | ------- |
| ۰۹–۲۰۰۸ | لیگ دسته دوم | پنجم/گروه اول   | شرکت نکرده       |         |
| ۱۰–۲۰۰۹ | لیگ دسته دوم | هفتم/گروه چهارم | مرحله اول        |         |
| ۱۱–۲۰۱۰ | لیگ دسته دوم | دوم/گروه اول    | شرکت نکرده       | صعود    |
| ۱۲–۲۰۱۱ | لیگ آزادگان  | یازدهم/گروه اول | مرحله دوم        |         |
| ۲۰۱۲–۱۳ | لیگ آزادگان  | ۹/گروه اول      | یک شانزدهم نهایی |         |
| ۲۰۱۳–۱۴ | لیگ آزادگان  | ۳/گروه ب        | یک شانزدهم نهایی |         |
| ۲۰۱۴–۱۵ | لیگ آزادگان  | ۴/گروه دوم      | یک‌هشتم نهایی     |         |

## مربیان گذشته
- امیرحسین پیروانی (۱۳۹۰–۱۳۹۱)
- مهدی پاشازاده (۱۳۹۱)
- علیرضا امامی‌فر (۱۳۹۱–۱۳۹۳)
- بهمن عابدینی زاده (۱۳۹۳–۱۳۹۴)
- فرشاد پیوس (۱۳۹۴)
- سلمان تاج‌دار (۱۳۹۴)
- داوود سیدعباسی، فراز فاطمی (۱۳۹۴–۱۳۹۵)
- هملت مخیتاریان (۱۳۹۵)
- آرش برهانی (۱۳۹۶)
- عباس علیزاده (۱۳۹۶–۱۳۹۸)

## افتخارات
- لیگ فوتبال استان تهران

 قهرمان (۱): ۱۳۹۵

## نشان‌واره‌ها
این تیم در طول تاریخ خود ۲ لوگو داشته‌است.

۱۳۹۰–۱۳۹۵
۱۳۹۵–اکنون